# Kuta Tengah (Lawe Sigala-Gala)
Kuta Tengah is een bestuurslaag in het regentschap Aceh Tenggara van de provincie Atjeh, Indonesië. Kuta Tengah telt 650 inwoners (volkstelling 2010).